# Kung Fu Panda: Secrets of the Masters
Kung Fu Panda: Secrets of the Masters is een korte Amerikaanse animatiefilm uit 2011, en werd geproduceerd door DreamWorks Animation en geregisseerd door Tony Leondis. De film werd  op 13 december 2011 uitgebracht door Paramount Home Entertainment als direct-naar-video, als bonus naar aanleiding van de film Kung Fu Panda 2.

## Verhaal
Midden in de nacht laat Po weten aan Tigress en Mantis dat er een noodsituatie is in het 'Hall of heroes' museum. Eenmaal ingebroken via het dak, komen Tigress en Mantis daarbinnen erachter dat ze door Po onder voorwendselen naar binnen zijn gegaan. Po vertelt wat de reden is als hij bij de beelden staat van de legende van de drie jonge straatvechters, Master Thundering Rhino, Master Storming Ox en Master Croc. Po vertelt het verhaal dat ze als straatvechters door Master Oogway zijn ontdekt, die vroeg om te helpen om de meedogenloze zusters Wu te stoppen, die net uit de gevangenis zijn ontsnapt en het land willen overnemen. Master Oogway vertelt als ze dat gaat lukken, is hun rijkdom leven in een vrij land. maar voor het zo ver is moeten ze eerst een lange gevaarlijke reis ondergaan. Als Po vertelt dat ze de zusters Wu hebben verslagen, komt Shifu binnen. Shifu vraagt aan Po wat hij hier aan het doen is. Po zegt dat hij niet kon wachten dat het museum open is. Shifu kan niet lachen en zegt tegen Po, maak eerst het dak maar eens. Als Po alleen is in het museum, en het dak wil maken doet hij eerst een raar dansje. Hiermee struikelt hij in een soort van Sarcofaag (waar ook ooit de zusters Wu zijn opgesloten), die meteen op slot gaat. Po roept Shifu, Shifu... is iemand daar, help!

## Rolverdeling
| Acteur          | Personage                |
| --------------- | ------------------------ |
| Jack Black      | Po                       |
| Angelina Jolie  | Tigress                  |
| Dustin Hoffman  | Shifu                    |
| Seth Rogen      | Mantis                   |
| Randall Duk Kim | Oogway                   |
| Dennis Haysbert | Storming Ox              |
| Paul Scheer     | Thundering Rhino         |
| Tony Leondis    | Croc                     |
| Sumalee Montano | Su Wu / Wing Wu / Wan Wu |